# Christian Kerez
Christian Kerez (ur. 1962 w Maracaibo w Wenezueli) – szwajcarski architekt, autor m.in. Muzeum Sztuki w Vaduz w Liechtensteinie i laureat nagrody Beton 05.

## Życiorys
Dyplom architekta uzyskał w 1988 na Politechnice Federalnej ETHZ w Zurychu. W 1991-1993 pracował w biurze Rudolfa Fontany, a od 1993 otworzył własne biuro w Zurychu. W 2001 został profesorem zaproszonym ETHZ w Zurychu. W 2006 prowadził wystawę z konferencją na Politechnice Federalnej w Lozannie. Od 2006 prowadzi liczne konferencje i wykłady w Szwajcarii i za granicą, w tym w Polsce. Jest członkiem Szwajcarskiego Stowarzyszenia Inżynierów i Architektów.
18 stycznia 2007 wygrał konkurs na projekt budynku Muzeum Sztuki Nowoczesnej w Warszawie. Jego propozycję międzynarodowe jury wybrało spośród 109 innych projektów. Gmach Muzeum Sztuki Współczesnej ma być w większości sfinansowany ze środków Unii Europejskiej, jego powierzchnia ma wynosić 35 tys. m², a jego budowę zaplanowano na lata 2012-2015. Obiekt ma powstać przy placu Defilad obok skrzyżowania ulic Marszałkowskiej i Świętokrzyskiej.
Na początku maja 2012 r. pojawiła się w mediach informacja o zerwaniu umowy pomiędzy m.st.Warszawą a architektem, zaś na tymczasową siedzibę Muzeum przeznaczono budynek domu meblowego "Emilia" przy ul. E. Plater.

## Realizacje
- 1992-1993 - kaplica alpejska, Oberrealta
- 2000-2002 - Muzeum Sztuki, Vaduz (wraz z Meinradem Morgerem i Heinrichem Degelo)
- 2002-2003 - kompleks szkoły rejonowej, Eschenbach
- 2002-2003 - budynek mieszkalny Forsterstrasse, Zurych (nagroda Beton 05)
- 2007 - kompleks szkolny z salą gimnastyczną, Leutschenbach